# Ecatepec de Morelos
Ecatepec de Morelos es una localidad mexicana, cabecera del municipio de Ecatepec de Morelos y cabecera regional de la región Ecatepec, en el Estado de México.  Según el censo de población del INEGI del 2020, el municipio tiene una población de 1 643 623 habitantes. Forma parte de la Zona metropolitana del valle de México.
Para la administración y gobierno, Ecatepec de Morelos es considerada una ciudad desde tiempos prehispánicos a la actualidad, su primer asentamiento fue en las faldas del cerro del Viento, mismo lugar donde se ubica la plaza central.  Es la ciudad más poblada del Estado de México, teniendo una de las mayores ocupaciones del suelo urbano con densidades de población por kilómetro cuadrado.  
Ecatepec cuenta ya con pocas áreas verdes y zonas agrícolas; ya no se tienen reservas de crecimiento urbano, dado el aumento exponencial de su población en las últimas décadas.

## Toponimia

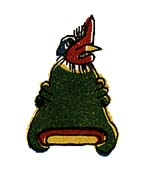
Glifo con el topónimo de Ehecatépēc.

El nombre completo de esta localidad es San Cristóbal Ecatepec.  Es de los pocos lugares en el país que mantiene plasmado en su nombre los tres periodos históricos; tanto de la toponimia Ehecatépēc, como el patrónimo San Cristóbal y el apellido de José María Morelos y Pavón. 
Su nombre precolombino proviene de la población ancestral de ese lugar. Ehecatépētl significa en náhuatl “en el cerro del dios del viento”, en alusión a una de las advocaciones finales de Quetzalcoatl: Ehécatl. 
En cuanto al patronímico colonial, proviene del santo patrono San Cristóbal Mártir, de ahí el nombre San Cristóbal, dado por los frailes dominicos al establecerse en este lugar.  La fiesta patronal se celebra cada 10 de julio.   
El apellido Morelos (anexado al nombre del municipio de Ecatepec de Morelos), es un homenaje y un reconocimiento al insurgente Generalísimo José María Morelos y Pavón, quien, además, fue encarcelado y fusilado en este lugar a finales de 1815.
A pesar del nombre oficial de la ciudad, los oriundos y vecinos del lugar lo llaman simplemente San Cristóbal y, en ocasiones menos formales, Sancris, que para ellos denota el nombre de la cabecera municipal o el centro del municipio. 

## Historia

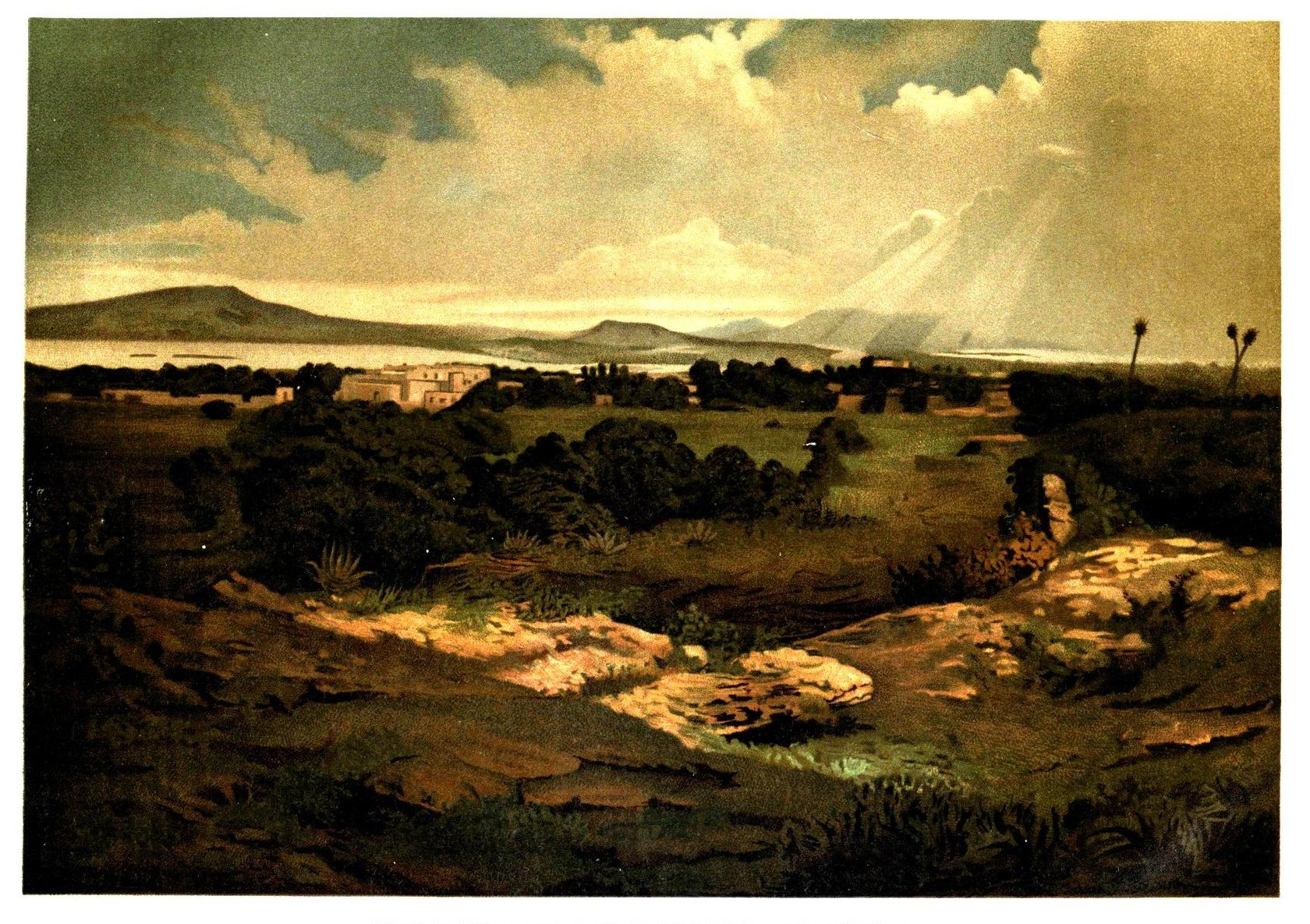
San Cristóbal Ecatepec, Litografía del libro México a través de los siglos.

Los arqueólogos; al estudiar este pueblo, consideran que sus primeros pobladores proceden de Zacatenco y de la zona del Arbolillo en el periodo tardío, al igual que los habitantes de Xalostoc.  El nombre de Ehecatépēc se encuentra, en cuando menos, cuatro códices, los cuales son; el Códice Mendocino, el Aubin, el Vaticano y el de Boturini. 
Tras la llegada de los españoles y la caída de Tenochtitllan, la cabecera de Ecatepec (antes altépetl de Ehecatépētl) fue otorgada en corregimiento al conquistador Bernardino Vázquez de Tapia. Se establecieron los misioneros católicos, entre ellos los de la orden de los dominicos, quienes tuvieron a su cargo la construcción de un templo sobre las ruinas de construcciones prehispánicas.  El asentamiento se renombró como San Cristóbal Ecatepec.  
El templo de San Cristóbal y el convento aledaño datan de 1562, en años posteriores, una parte de éste, se utilizó para la construcción de la Casa de la cultura "José María Morelos y Pavón".
La catedral actual se construyó en años recientes y fue inaugurada en 1999, cuando el papa Juan Pablo II dictaminó la creación de la diócesis de Ecatepec. 
El municipio de Ecatepec cobró fama en los últimos años del siglo XX por la inseguridad, por el crecimiento poblacional desmedido e ilegal y por el surgimiento de muchos asentamientos humanos populares de bajo poder adquisitivo, así como unidades habitacionales de interés social que albergó miles de capitalinos y personas venidas de zonas rurales del país o países centroamericanos.

## Geografía
San Cristóbal se ubica en la región más antigua del municipio de Ecatepec de Morelos y es su centro administrativo. Esta colonia tiene sus límites aproximados al norte con la avenida revolución conocida como la 30-30, al sur con el bulevar Insurgentes, al occidente con la Av. Encino y al este con la autopista México-Pachuca. 
Con el paso de los años, se han construido nuevas vialidades y nuevos medios de transporte para acortar tiempos de traslado. Debido al gran crecimiento de la población de la ciudad, se ha implementado como medio de transporte el Mexibús, un transporte interurbano, el cual inició su ruta comunicando al metro Ciudad Azteca con Ojo de Agua y ha seguido hasta plaza Las Américas-Coacalco-Lechería, pasando por la avenida Primero de Mayo, Revolución (30-30) y la Av. José López Portillo brindando un servicio seguro, no tan rápido e ineficiente. 
El parque ubicado frente a la explanada del palacio municipal fue inaugurado, por el entonces alcalde Pablo Bedolla López y por el gobernador Eruviel Ávila Villegas, con motivo del 137° aniversario de la creación del municipio de Ecatepec, esta es una de las áreas verdes de la ciudad.
| Parámetros climáticos promedio de San Cristóbal Ecatepec | Parámetros climáticos promedio de San Cristóbal Ecatepec | Parámetros climáticos promedio de San Cristóbal Ecatepec | Parámetros climáticos promedio de San Cristóbal Ecatepec | Parámetros climáticos promedio de San Cristóbal Ecatepec | Parámetros climáticos promedio de San Cristóbal Ecatepec | Parámetros climáticos promedio de San Cristóbal Ecatepec | Parámetros climáticos promedio de San Cristóbal Ecatepec | Parámetros climáticos promedio de San Cristóbal Ecatepec | Parámetros climáticos promedio de San Cristóbal Ecatepec | Parámetros climáticos promedio de San Cristóbal Ecatepec | Parámetros climáticos promedio de San Cristóbal Ecatepec | Parámetros climáticos promedio de San Cristóbal Ecatepec | Parámetros climáticos promedio de San Cristóbal Ecatepec |
| Mes                                                      | Ene.                                                     | Feb.                                                     | Mar.                                                     | Abr.                                                     | May.                                                     | Jun.                                                     | Jul.                                                     | Ago.                                                     | Sep.                                                     | Oct.                                                     | Nov.                                                     | Dic.                                                     | Anual                                                    |
| -------------------------------------------------------- | -------------------------------------------------------- | -------------------------------------------------------- | -------------------------------------------------------- | -------------------------------------------------------- | -------------------------------------------------------- | -------------------------------------------------------- | -------------------------------------------------------- | -------------------------------------------------------- | -------------------------------------------------------- | -------------------------------------------------------- | -------------------------------------------------------- | -------------------------------------------------------- | -------------------------------------------------------- |
| Temp. máx. abs. (°C)                                     | 35                                                       | 36.6                                                     | 36                                                       | 35                                                       | 34                                                       | 36                                                       | 34                                                       | 34                                                       | 33                                                       | 32                                                       | 34                                                       | 35                                                       | 36.6                                                     |
| Temp. máx. media (°C)                                    | 21                                                       | 23                                                       | 25                                                       | 26                                                       | 26                                                       | 24                                                       | 23                                                       | 23                                                       | 23                                                       | 22                                                       | 21                                                       | 22                                                       | 23                                                       |
| Temp. media (°C)                                         | 15                                                       | 14                                                       | 16                                                       | 18                                                       | 19                                                       | 21                                                       | 20                                                       | 18                                                       | 17                                                       | 15                                                       | 14                                                       | 10                                                       | 15                                                       |
| Temp. mín. media (°C)                                    | 6                                                        | 7                                                        | 9                                                        | 11                                                       | 13                                                       | 13                                                       | 12                                                       | 12                                                       | 10                                                       | 10                                                       | 8                                                        | 3                                                        | 10                                                       |
| Temp. mín. abs. (°C)                                     | 0                                                        | 1                                                        | -4                                                       | -4.5                                                     | -1                                                       | 1.5                                                      | 2                                                        | 3.1                                                      | 2.1                                                      | 1.1                                                      | 0                                                        | -5                                                       | -5                                                       |
| Precipitación total (mm)                                 | 7                                                        | 6                                                        | 2                                                        | 21                                                       | 36                                                       | 96                                                       | 87                                                       | 95                                                       | 108                                                      | 76                                                       | 10                                                       | 6                                                        | 550                                                      |
| Fuente: 2005                                             |                                                          |                                                          |                                                          |                                                          |                                                          |                                                          |                                                          |                                                          |                                                          |                                                          |                                                          |                                                          |                                                          |

## Demografía
El municipio de Ecatepec cuenta, según datos del XIV censo del INEGI, con una población de 1 643 623 habitantes por lo que es el tercer municipio más poblado de México.  Tuvo una pérdida de 11 392 habitantes respecto al censo de 2010 en que era el segundo municipio con más población en México.  Pertenece a la Zona Metropolitana del Valle de México y es justamente esa cercanía a la Ciudad de México lo que provocó que de ser un asentamiento rural desde su fundación hasta aún entrada la década de 1960 en que no superaba siquiera los 5000 habitantes a elevar su población hasta los 741 821 habitantes en 1980 y más del millón y medio con que cuenta actualmente, aunque al igual que Ciudad Nezahualcóyotl llegaron al límite de espacio para crecer y esto provoca que se tengan pérdidas de población lentas pero gradualmente. 
| Gráfica de evolución demográfica de Ecatepec de Morelos entre 1900 y 2020                         |
|                                                                                                   |
| Población de los censos del Instituto Nacional de Estadística y Geografía (INEGI) de 1900 a 2020. |

## Gobierno

### Divisiones administrativas
El municipio de Ecatepec de Morelos está conformado por una ciudad (San Cristóbal Ecatepec), nueve pueblos originarios, seis ejidos, doce barrios, 181 fraccionamientos y 345 colonias. 

#### Pueblos
| Pueblo                  |
| ----------------------- |
| Santa María Chiconautla |
| Santa María Tulpetlac   |
| San Isidro Atlautenco   |

| Barrio          |
| --------------- |
| Venta de Carpio |

| Colonia             |
| ------------------- |
| Izcalli Santa Clara |
| Jardines de Morelos |
| Las Américas        |

## Turismo
El pueblo de San Cristóbal tiene alrededor del centro histórico una zona de construcción más moderna con zona habitacional y plazas comerciales. En el centro se encuentra el zócalo de Ecatepec, donde cada fin de semana se pueden encontrar diversas actividades o entretenimientos como payasos, músicos, ferias de artículos diversos, gastronómicos, libros, etc.

### Lugares de interés
Plaza Central de Ecatepec

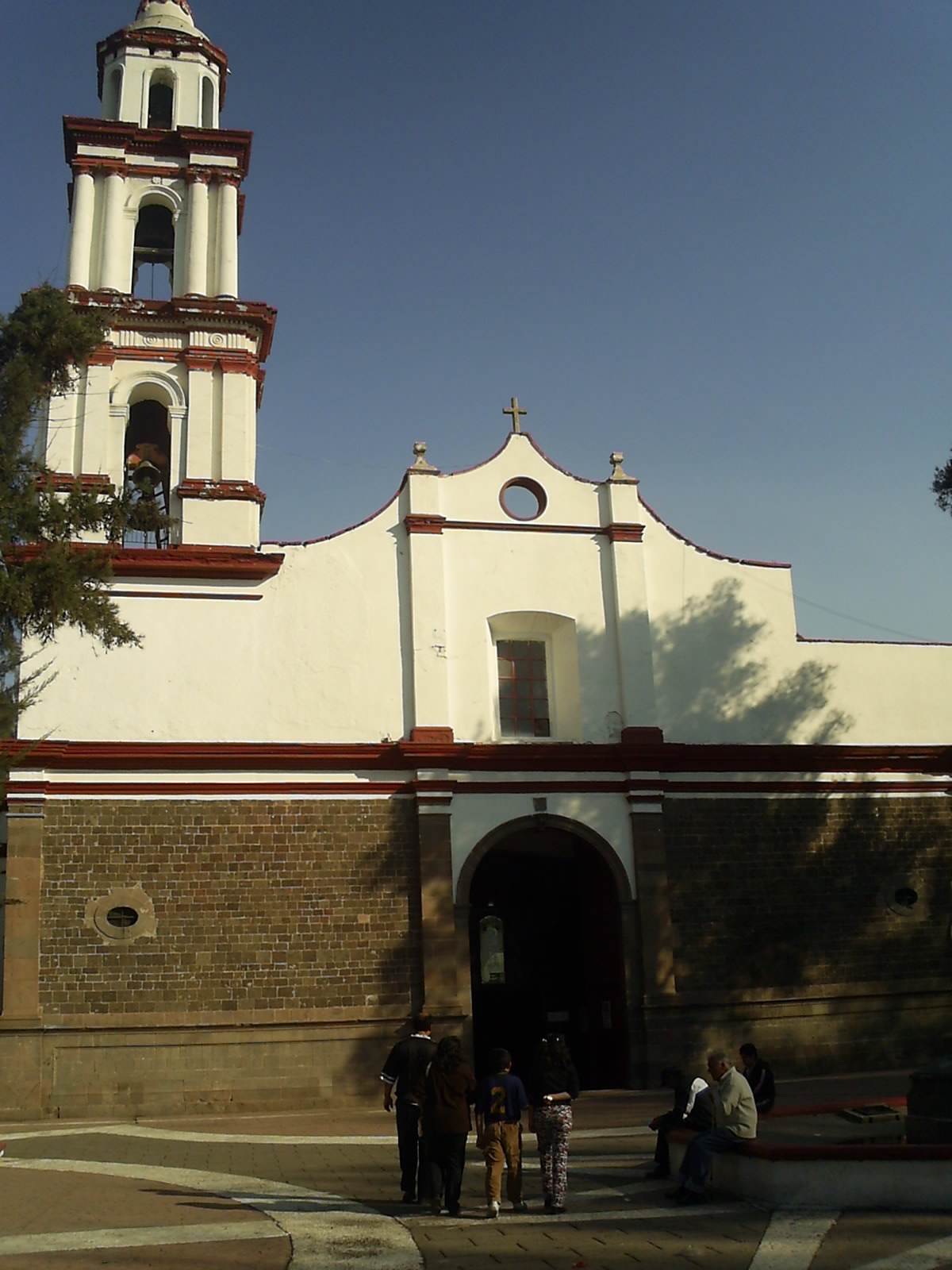
Fachada de la iglesia de San Cristóbal Ecatepec.

La plaza Central de Ecatepec o Zócalo de Ecatepec es un espacio público ubicado frente a la gran explanada de la presidencia municipal de Ecatepec, lugar donde se ubica la antigua iglesia de San Cristóbal (construida en 1562 por los frailes dominicos), el centro cultural José María Morelos y Pavón y la Catedral de Ecatepec (inaugurada en 1999 y ubicada a espaldas de la vieja parroquia. 
La moderna Catedral de Ecatepec fue inaugurada siendo obispo Monseñor Onésimo Cepeda Silva, lleva por nombre “Santa Iglesia del Sagrado Corazón de Jesús”.  El 17 de septiembre de 2012 toma posesión de la diócesis, como segundo obispo de la diócesis de Ecatepec, Óscar Roberto Domínguez Couttolenc, es un edificio contemporáneo de gran relevancia.
La Casa de los Virreyes, construida en 1747 (actualmente Centro Comunitario Casa de Morelos), funge como museo con exposición permanente de la “Vida y Obra de Morelos”.  Fue justamente en este sitio donde pasó sus últimas horas de vida José María Morelos y Pavón, antes de ser fusilado el 22 de diciembre de 1815.  Además, cuenta con una colección paleontológica dedicada a los descubrimientos efectuados en la zona, exhibiendo los restos de un mamut. 
El monumento a José María Morelos, construido en 1864 y ubicado en el centro histórico de la cabecera municipal, es un mausoleo en honor al autodenominado Siervo de la Nación.
Piedra Equinoccial
La Piedra Equinoccial, se encuentra en el cerro Ehécatl, ubicado en las afueras de San Cristóbal.  Cada 21 de marzo, a partir de las 5:00 a. m., se lleva a cabo el equinoccio, ceremonia que tiene un alto valor cultural y de acuerdo con las creencias mexicanas , tiene como fin recibir el primer sol de la primavera, y al concluir este rito las personas reciben unas semillas para realizar una limpia y eliminar las malas vibras.
Puente de Fierro

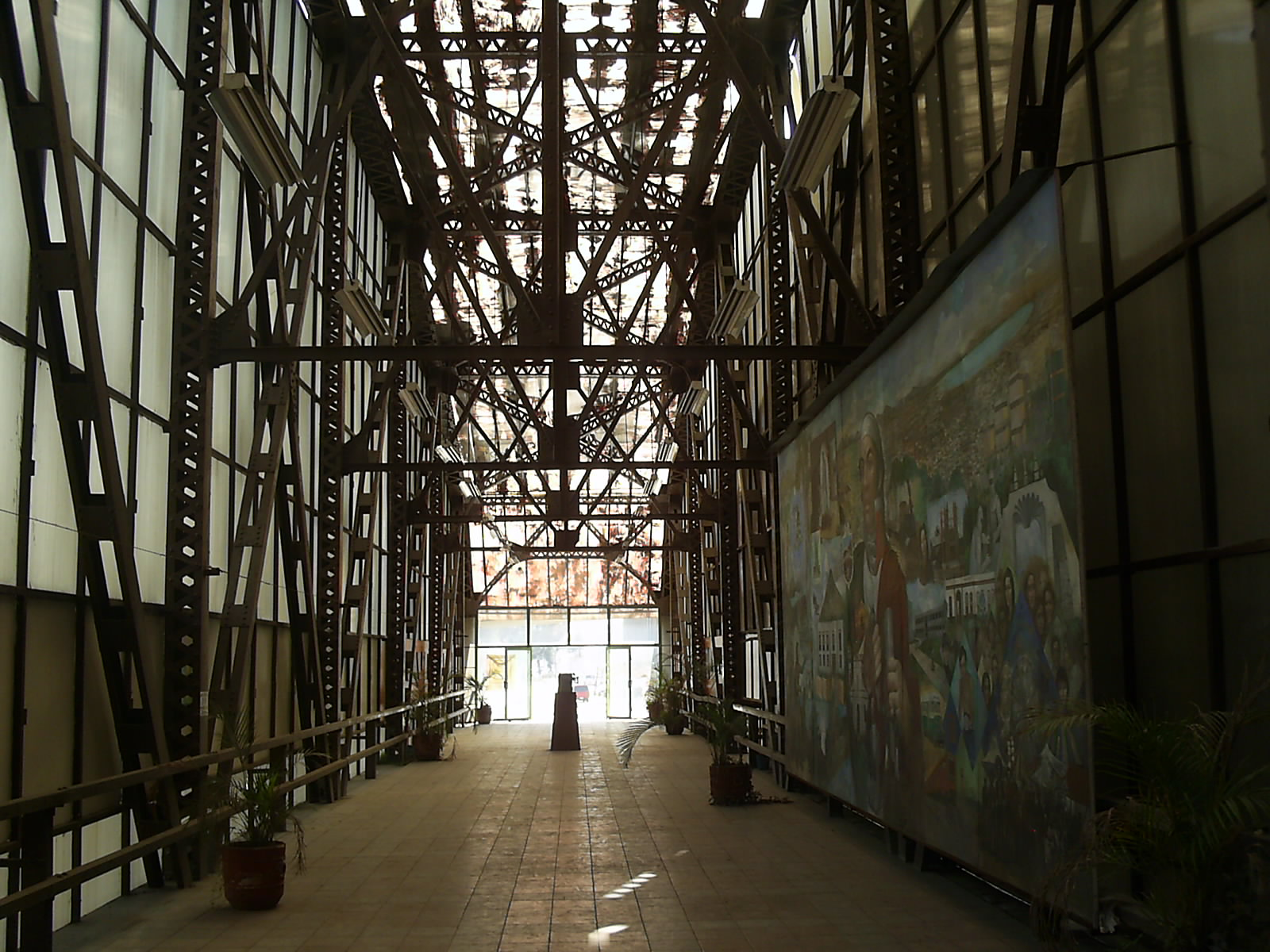
Puente del Arte.

Durante algunos años se asentó aquí el llamado “Centro Cultural Puente del Arte”, una galería dentro de este municipio donde se impartían cursos de dibujo y pintura, así como conferencias y danza artística.  Allí mismo se encontraba un mural didáctico donde mostraba a Ecatepec en sus distintas épocas.  
Fue una empresa británica la que construyó el famoso Puente de Fierro en 1870 y fue traído posteriormente a México en 1879 para su instalación.  Por aquí pasaba el ferrocarril México-Veracruz y el que iba a Apan.  Este puente duró varios años abandonado y sin mantenimiento hasta que la administración de Luis Fernando Vilchis Contreras (2019-2024) lo limpió y remozó.
Parque ecológico Ehécatl
De reciente desarrollo, las instalaciones de este parque ofrecen: un teatro al aire libre, palapas para pícnic, un gimnasio y áreas verdes de descanso. El principal atractivo es el zoológico, donde es posible observar diversas especies de animales, entre los que se encuentran un elefante, tigre, león, coyotes y un aviario.

## Cultura

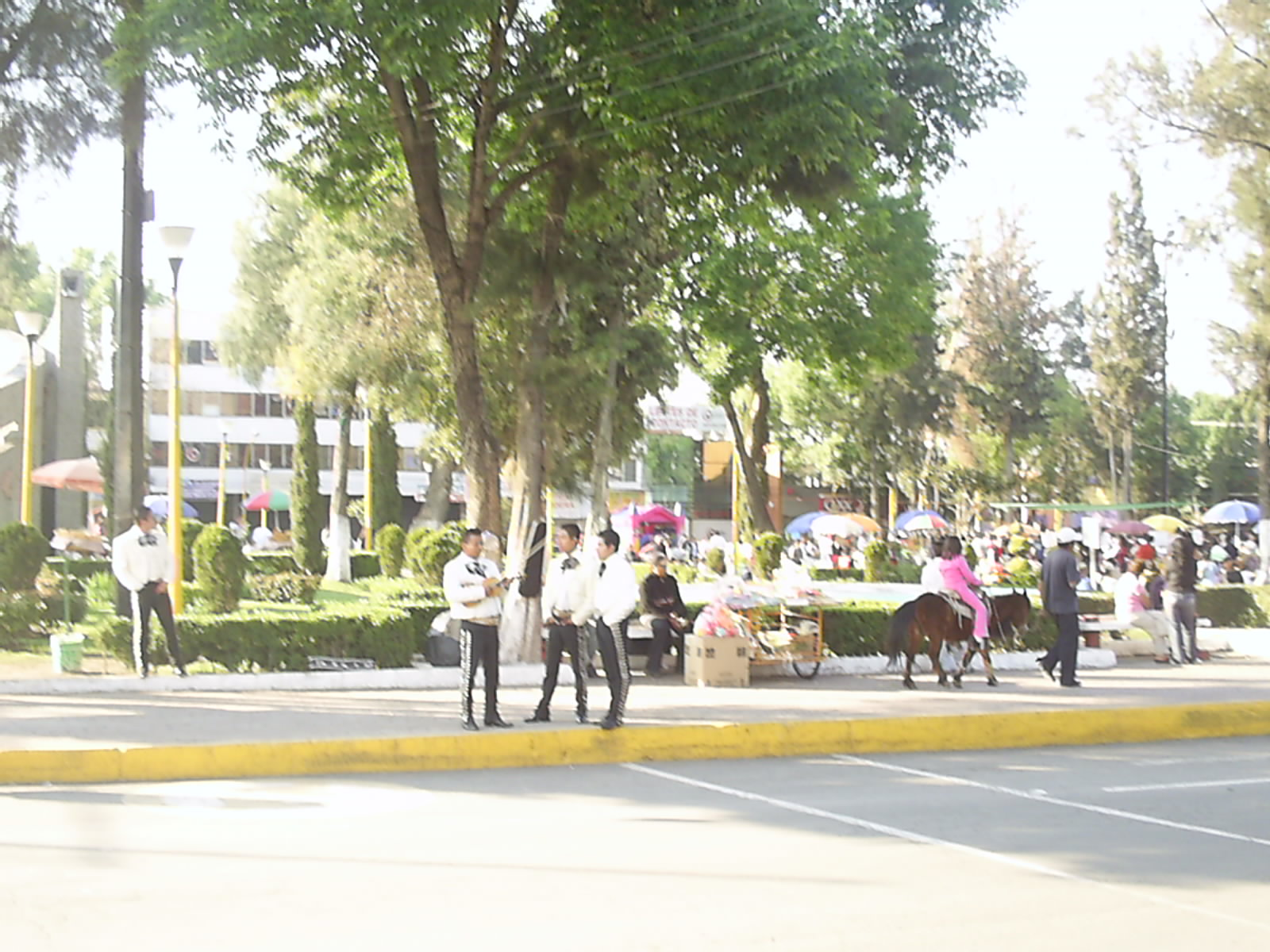
Zócalo de San Cristóbal Ecatepec.

En el año 2008 el gobierno municipal organizó diversos eventos de manera gratuita para la juventud del municipio, lo cual impactó de forma muy positiva a los jóvenes asistentes, estos fueron: concursos, foros, conciertos, actividades deportivas para los diferentes gustos juveniles y en diferentes partes del municipio.
- Concierto del DJ inglés Mad Professor.
- Concierto llamado Animal Rock Fest, donde participaron bandas de ska y reggae.
- Concierto Metaltepec, con la participación de 12 bandas del género "metal pesado".
- Concurso de Skate.
- Sesiones de baile en varias comunidades.
- Reinauguración del Papalote Museo del Niño en la colonia Jardines de Santa Clara, donde se hicieron más de treinta exhibiciones con temas de ciencia, nuestro mundo y el cuerpo humano, además de la instalación de la Mega ofrenda Infantil.
- Para personas discapacitadas se realizaron diversas actividades en el Deportivo Siervo de la Nación tales como: talleres de serigrafía y papel crepe.
- Para los amantes de los arrancones y los autos tuning se realizó el "Top 25" noche de neón, donde se buscó dar alternativas y controlar a esta parte de la comunidad.
La explanada frente al palacio, reabierta en el otoño del 2014 tras trabajos de mantenimiento, cuenta con unas pequeñas estructuras a forma de pirámides que tienen asientos y mesas en la parte superior, se rmodeló el reloj central, se colocó un área de juegos para niños y unas rampas para los jóvenes que gustan de practicar skateboarding, también, cuenta con unas estructuras blancas con fotos históricas adornadas con luces, a su lado se encuentra un kiosco donde se reúnen los jóvenes para tocar música o practicar baile. Es un buen lugar para un paseo. También se celebran algunos eventos y ferias en este lugar o en el centro cívico a unas pocas calles de distancia. En algunas temporadas del año, como son las fechas decembrinas, día de muertos, día de las madres, San Valentín, etc. se ponen bazares a un lado de la catedral o frente al mercado que se encuentra apenas a algunas calles del palacio, y se puede encontrar comida, ropa, y diversos artículos relacionados con la temporada.
Se encuentra también el parque ecológico Ehécatl, donde se cuenta con diversos animales , además de un aviario y diferentes actividades para los menores.
Una de las festividades más importantes del municipio de Ecatepec es la feria patronal de San Cristóbal; que se lleva a cabo a mediados de julio y principios de agosto, esta se realizaba antiguamente en el predio de la 30-30, pero debido a un percance ocurrido en dicho lugar, done murieron 3 personas y 15 más resultaron heridas; autoridades mexiquenses decidieron suspender los eventos masivos del municipio. 
En las calles Agricultura, Prolongación Vicente Villada y Galeana se instaló la feria tradicional, donde se puede disfrutar de los juegos mecánicos y carpas con antojitos mexicanos, así como la venta de artesanías.